# Loken (Bräcke socken, Jämtland, 694710-147265)
Loken är en sjö i Bräcke kommun i Jämtland och ingår i Ljungans huvudavrinningsområde.